# 2016年金砖国家峰会
2016年金砖国家峰会，是第八次金砖国家外交会议，出席此次会议的成员国有巴西、俄罗斯、印度、中华人民共和国和南非，会议于2016年在印度帕纳吉举行。

## 与会领导人

### 金砖国家领导人

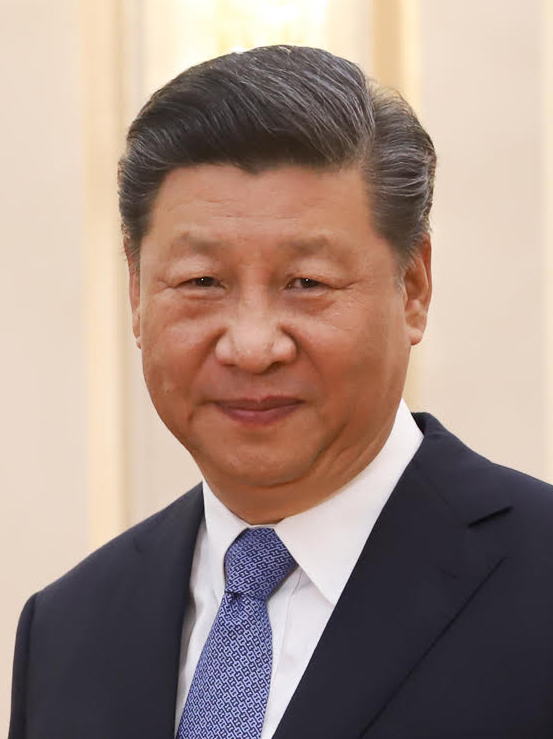
CHN 习近平, 国家主席
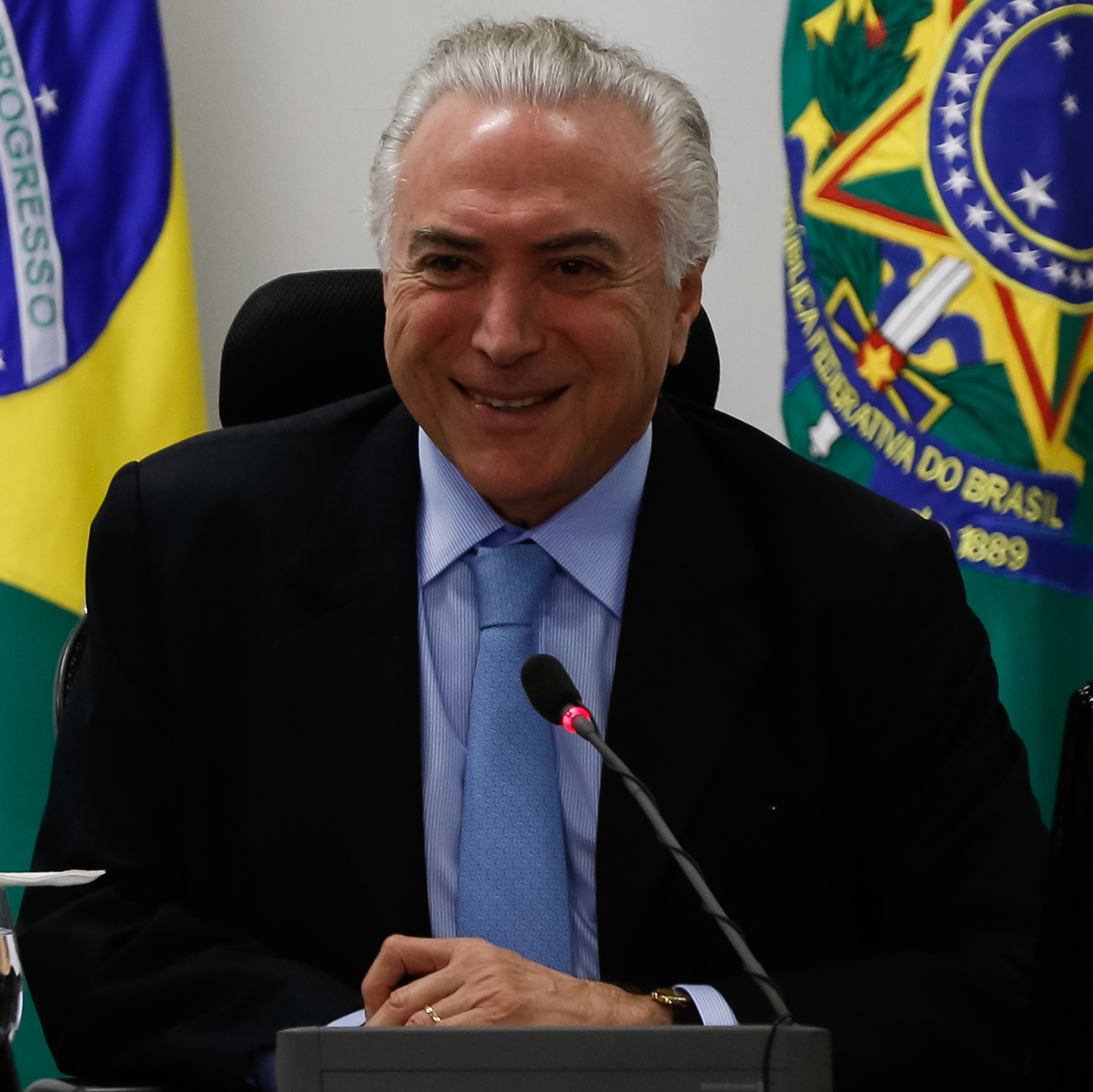
BRA 米歇尔·特梅尔, 巴西总统
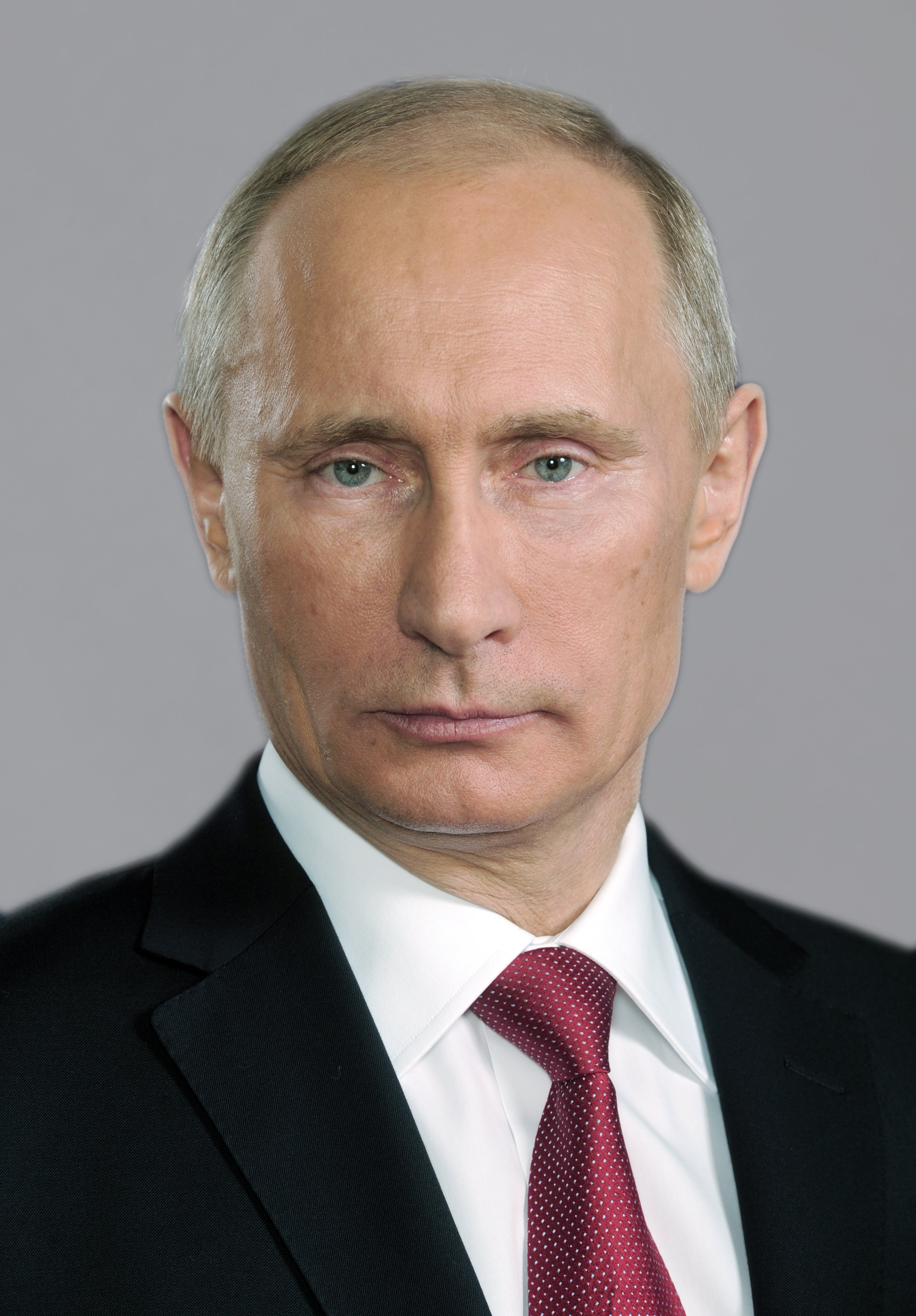
RUS 普京, 俄罗斯总统
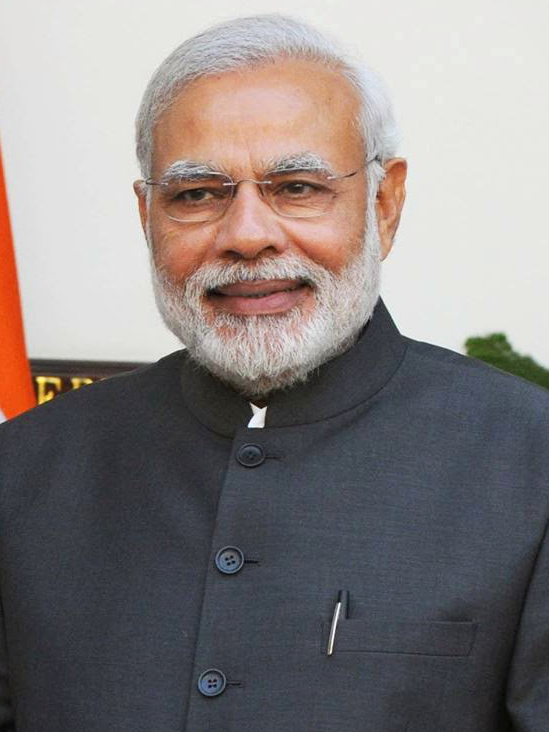
IND 纳伦德拉·莫迪, 印度总理
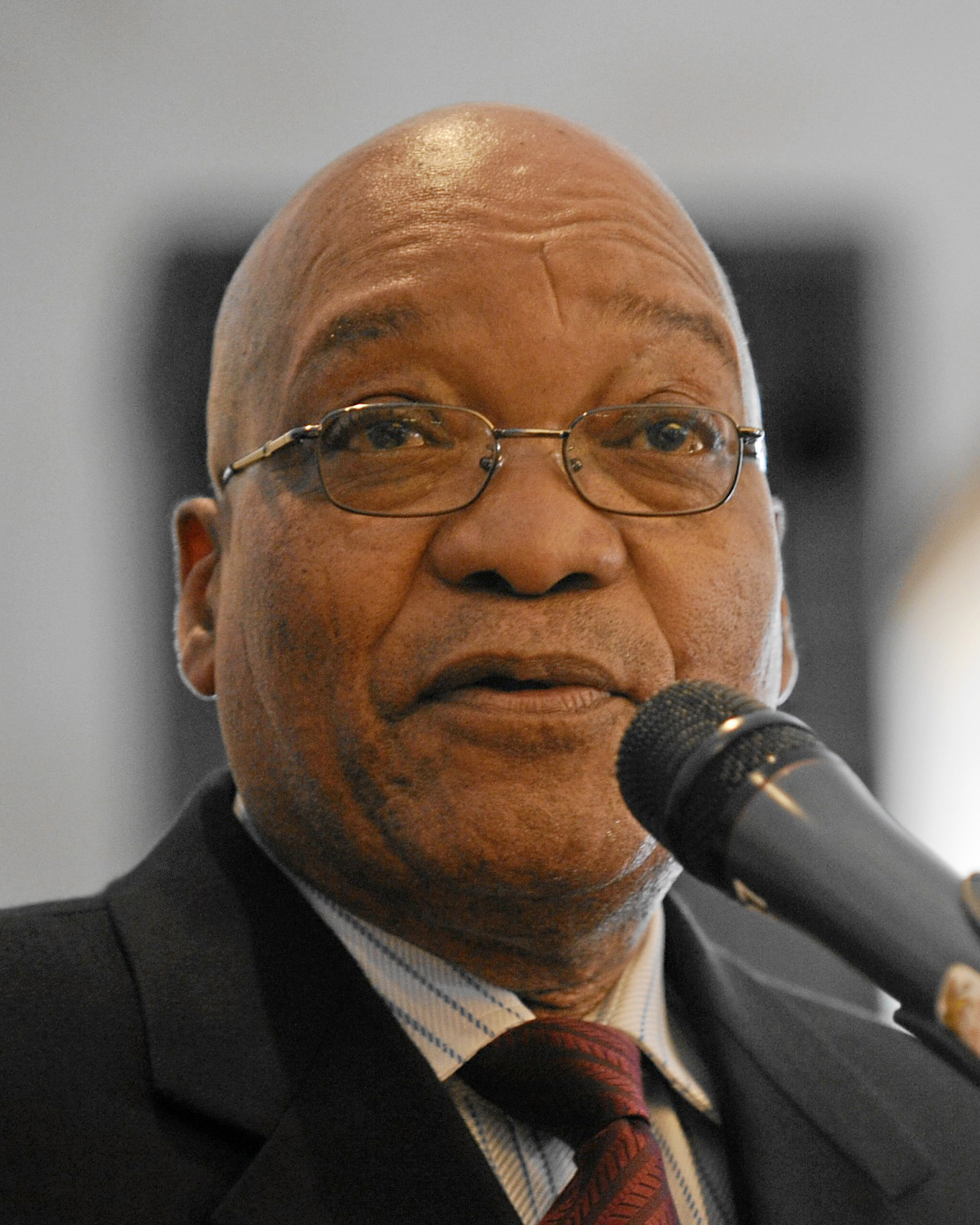
SAF 雅各布·祖玛, 南非总统

- 中国
习近平, 国家主席
- 巴西
米歇尔·特梅尔, 巴西总统
- 俄羅斯
普京, 俄罗斯总统
- 印度
纳伦德拉·莫迪, 印度总理
- 南非
雅各布·祖玛, 南非总统

特约嘉宾

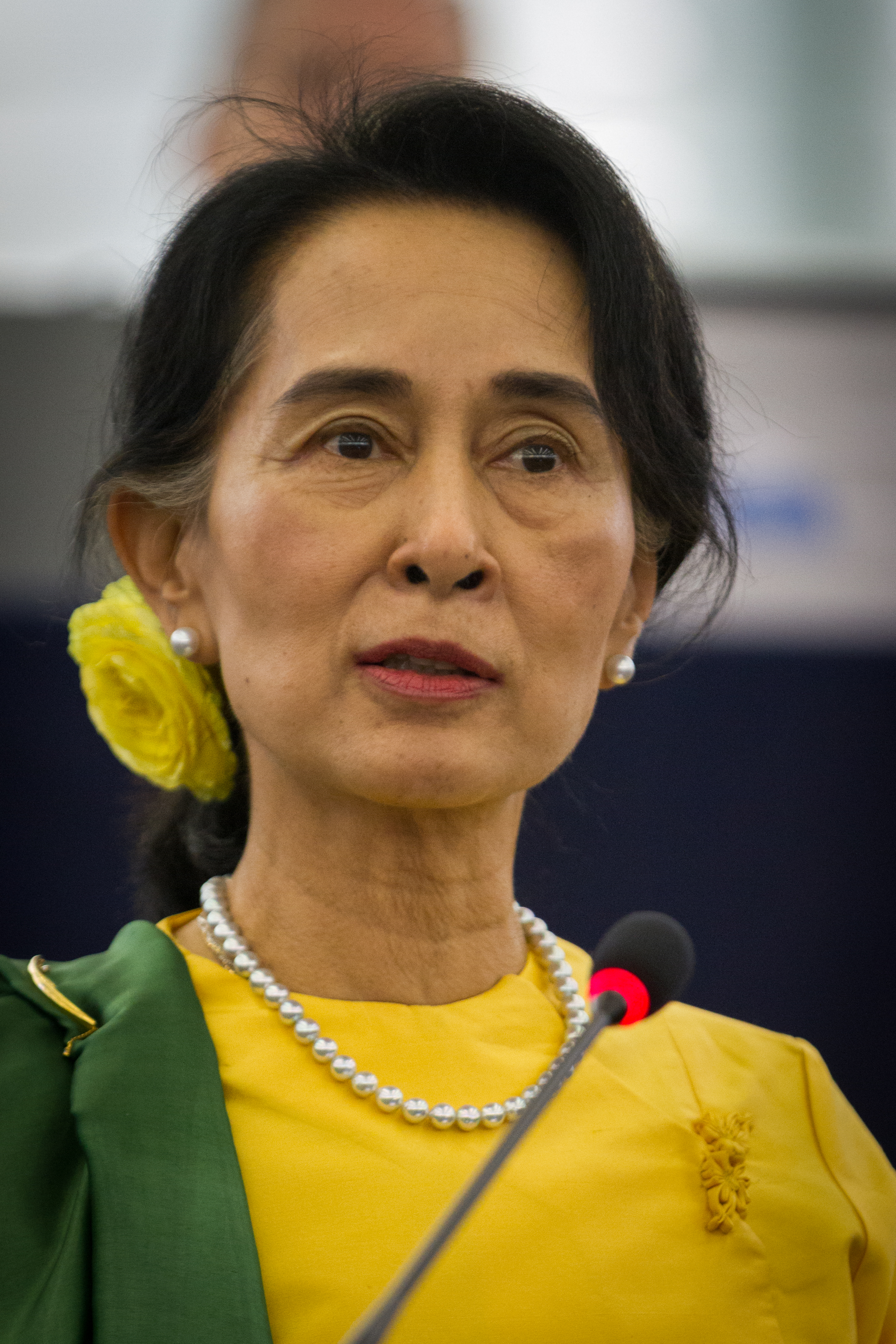
緬甸 昂山素季,缅甸国务资政
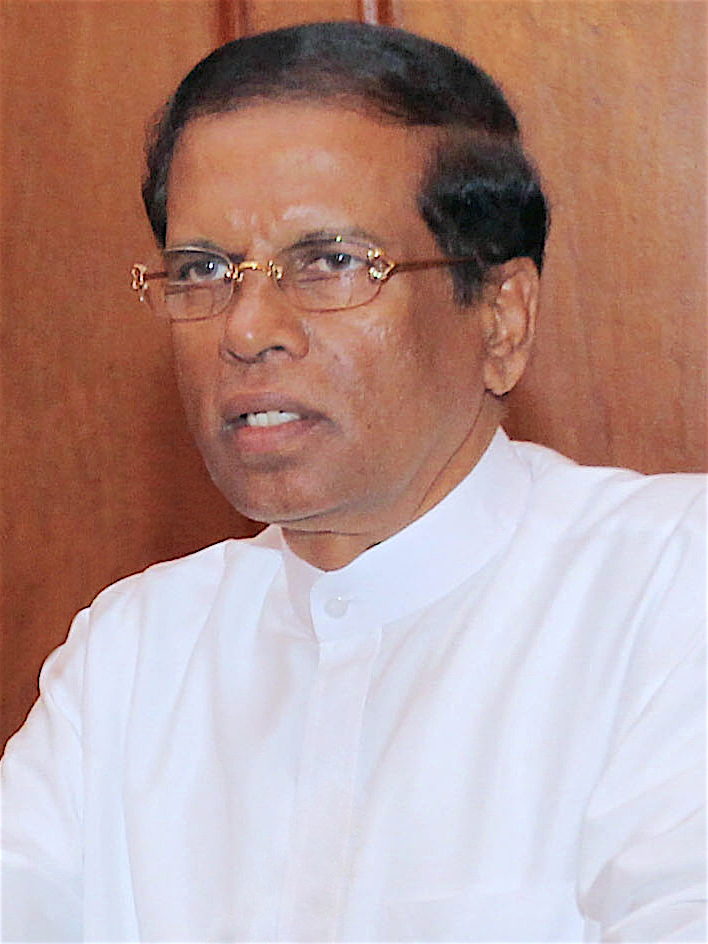
斯里蘭卡 迈特里帕拉·西里塞纳,斯里兰卡总统
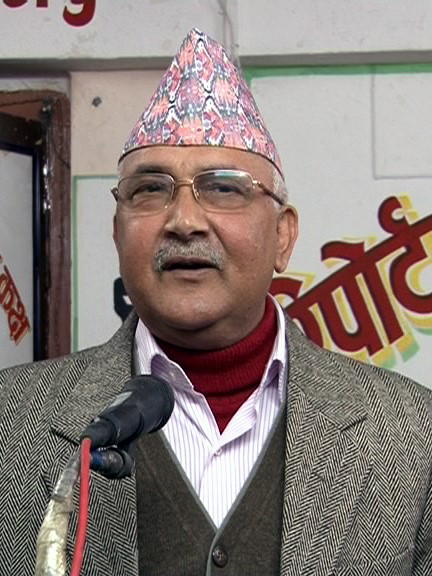
尼泊尔 普拉昌达尼泊尔总理、
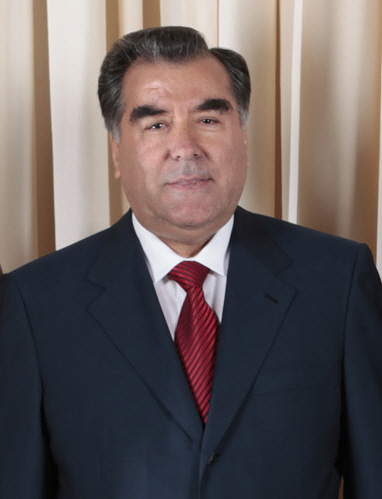
不丹 策林·托杰不丹首相、
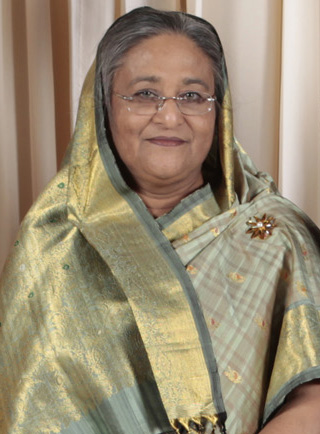
谢赫·哈西娜孟加拉总理

 泰國政府代表